# Boss DS-1

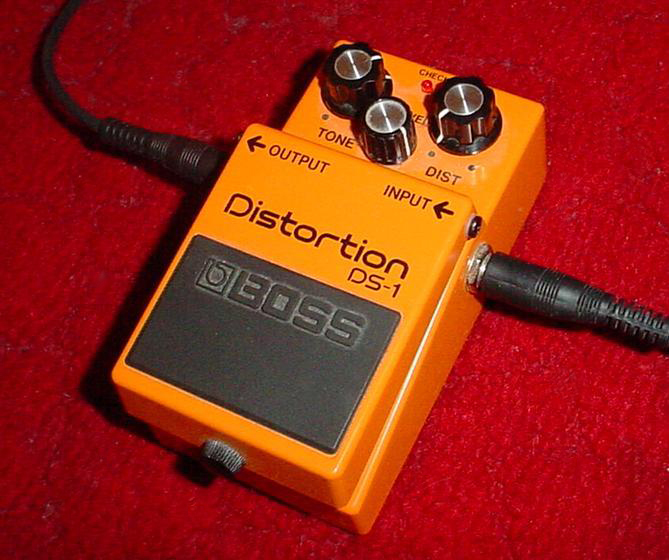
Um pedal Boss DS-1 de distorção.

Boss DS-1 é um pedal básico de distorção, desenvolvido pela Roland Corporation, sob a marca Boss, no ano de 1978, em resposta aos pedais de distorção daquela época que produzia sons ásperos, embolados e com ruído inaceitável quando colocados em um cenário de alto ganho. Ele possui um botão para tom, um botão para ganho e um botão para a distorção. Ele produz um som áspero e pesado, estando presente em famosas composições, como "You Could Be Mine", do Guns N' Roses. O DS-1 também tem sido a marca do som de muitos guitarristas aclamados, como Slash, Kurt Cobain, Joe Satriani,Joe Perry e Steve Vai os quais utilizam este pedal com a "ultra modificação" de Robert Keeley, e John Frusciante (Red Hot Chili Peppers) que usa este pedal com frequência, o Hard rock, metal e o punk estavam começando a entrar na cena entre as décadas de 1970 e 1980 e o DS-1 logo começou a influenciar os músicos desses gêneros e transformar os seus timbres e seus sucessores, como o grunge e muitos outros.
O DS-1 é o pedal de distortion da marca BOSS que possui mais modificações e melhorias, dentre eles o Turbo distortion (DS-2), Mega Distortion (MD-2) e Distortion (DS-1X), alguns moddlers como JUNIOR ROSSETTI (JRMOD) www.jrmod.com.br do Brasil - MONTE ALLUMS dos USA entre outros possuem aprimoramentos de alta qualidade para este incrível pedal. 
O DS-1 é, normalmente, utilizado por guitarristas, mas alguns baixistas também se utilizam deste efeito. Alguns destes incluem Christopher Wolstenholme (Muse, no álbum Showbiz) e Mark Stoermer (The Killers), que utiliza este pedal ao vivo junto a um pedal Boss GE-7 EQ, para remover os agudos. 